# Saison 2007-2008 du Real Madrid
Chronologie
Saison précédente Saison suivante
La saison 2007-2008 du Real Madrid est la 77e saison consécutive du club madrilène en première division. Le Real dispute alors la Liga, la coupe du Roi et la Ligue des champions.

## Présentation

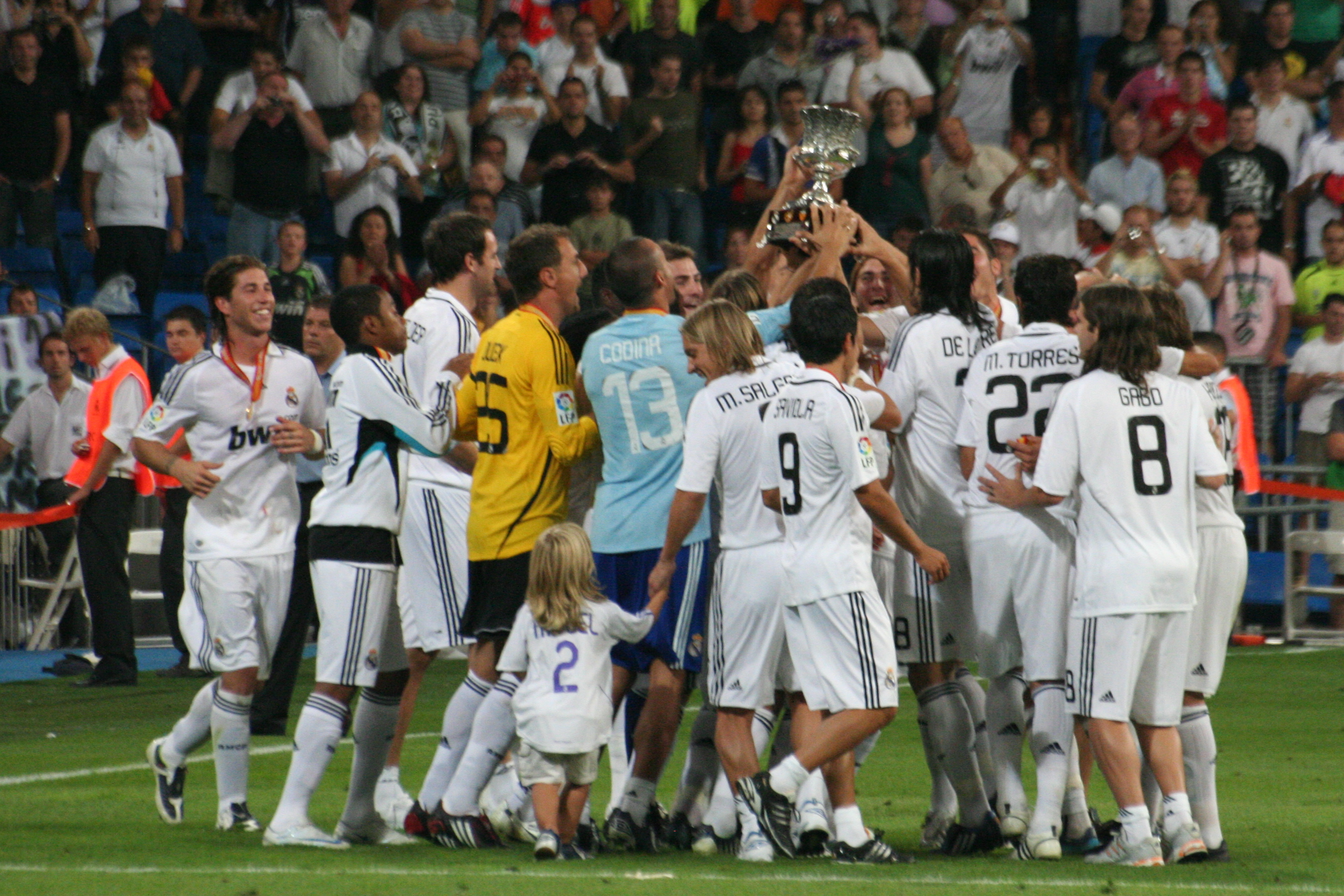
Les Madrilènes après leur victoire en Supercoupe, en août 2008

Le 26 août, les hommes de Bernd Schuster s'imposent 2-1 lors du Derby face à l'Atlético Madrid grâce à deux réalisations de Raúl (10e but face à l'Atletico Madrid) et Sneijder, qui marqua son premier but avec son nouveau club. Cette victoire marque le renouveau madrilène. Le 3 septembre, les protégés de Schuster font couler le sous-marin jaune de Villarreal au Madrigal. Le jeune prodige Wesley Sneijder marqua un doublé, Raúl, Ruud van Nistelrooy et Guti marquèrent les trois autres buts. Le Real est donc en tête du classement lors cette 2e journée de Liga.
Le 15 septembre, après la trêve internationale, le Real recevait le promu, Almeria, au stade Santiago Bernabeù. Saviola est préféré à Ruud van Nistelrooy en pointe de l'attaque, choix judicieux car à la 35e minute, l'ancien Barcelonais marquait son premier but sous ses nouvelles couleurs. En seconde période, Wesley Sneijder vient marquer son 4e but en 3 matchs à la 68e minute. 5 minutes plus tard, le Real se fait peur avec la réduction du score d'Almeria par l'intermédiaire de Uche, frère de l'autre Uche (qui joue au Recreativo Huelva). Mais finalement, à quelques minutes du terme, Higuain marqua le 3e et dernier but du Real pour clore le match.
Le mercredi 31 octobre 2007, après 10 journées de championnat et une nouvelle victoire contre Valence, le Real est toujours premier avec 25 points, soit quatre de plus que le second, le FC Barcelone.
Lors de cette 10e journée, le Real l'a emporté 5-1 à l'extérieur contre Valence, qui n'avait pas connu une telle défaite à domicile depuis la saison 1932-1933 (Valence avait alors perdu 5-1 contre l'Athletic Bilbao pour ce qui restait, -avant le 31 octobre 2007 - sa plus grosse défaite à domicile en championnat). Le 23 décembre, le Real Madrid s'impose 1 à 0 au Camp Nou face à Barcelone grâce à un magnifique but de Julio Baptista et prend du même coup le large en tête avec 7 points d'avance sur son éternel rival. Grâce à une victoire 2-0 contre Levante, le Real finit la première partie de saison en première position avec 7 points d'avance sur les rivaux catalans, et s'offre un nouveau record : le Real est la seule équipe qui, depuis la création du Championnat, a autant de points (47) lors de la fin des matchs allers. Place maintenant aux matchs retours qui commencent en fanfare pour les Madrilènes.
En effet, deux matchs plus tard, les merengues restent imbattables. Leurs victoires contre l'Atletico Madrid (0-2) et Villarreal (3-2) permettent au Real d'accroître sa domination en tête avec 9 points d'avance sur le 2e le FC Barcelone. Le 10 février 2008 le Real Madrid atomise Valladolid dans son antre de Bernabeu 7-0 avec un énorme José María Gutiérrez : "Guti". Celui-ci a largement contribué à cette victoire avec ses 5 passes décisives et 2 buts. Le Real Madrid compte désormais 8 points d'avance sur son rival historique le FC Barcelone. Mais le 16 février les merengues s'inclinent par 2 buts à 1 face au Betis Seville tandis que le Barça l'emporte 2-1 dans l'antre de Saragosse. Le 24 février, à cause de sa défaite 1 à 0 à domicile face à Getafe ils n'ont plus que 2 points d'avance sur leur dauphin le FC Barcelone qui l'a emporté face au dernier Levante UD 5 buts à 1. 
Par la suite, le Real Madrid enchaîna sur deux victoires consécutives contre le Recreativo Huelva (2-3) et l'Espanyol Barcelone (2-1). Il s'ensuivit deux défaites du Real Madrid : sur la pelouse du Deportivo la Corogne (1-0) et sur son terrain de Bernabeu contre le Fc Valence (2-3). Le Real Madrid va rebondir lors de la 30e journée contre le FC Seville à domicile grâce à un très bon Raul et l'emporter 3-1, puis sur la pelouse du Real Majorque (1-1) et deux victoires importantes contre le Real Murcie à domicile (1-0) et chez le Racing Santander (0-2). Avec ces deux victoires et les deux nuls du Fc Barcelone à Valladolid (2-2) et à domicile contre l'Espanyol(0-0) ainsi que la défaite de Villarreal contre Almeria (0-1), le Real Madrid est désormais à 10 points de Villarreal et 11 du FC Barcelone ce qui semble être un pas de plus vers la conquête d'un second titre de champions d'Espagne consécutif.
Le dimanche 4 mai 2008, le Real Madrid obtient son deuxième titre consécutif de champion d'Espagne en s'imposant dans les dernières minutes à 10 contre 11 face à Osasuna 2 buts à 1.
En remportant le championnat d'Espagne 2007-2008 avec 85 points, le Real Madrid, qui devance Villarreal, son dauphin, de 8 points au classement, a battu le record du nombre de points inscrit dans un championnat à 20 équipes. Cette saison les Madrilènes ont remporté 27 matches soit 71 % de victoires pour 4 résultats nuls et 7 défaites.

## Transferts

### Arrivées
| Nom                 | Nationalité         | Transfert                       | Provenance/Destination | Division           |
| ------------------- | ------------------- | ------------------------------- | ---------------------- | ------------------ |
| Arrivées            |                     |                                 |                        |                    |
| Arjen Robben        | Pays-Bas            | Transfert (36 millions d'euros) | Chelsea FC             | Premier League     |
| Wesley Sneijder     | Pays-Bas            | Transfert (27 millions d'euros) | Ajax Amsterdam         | Eredivisie         |
| Pepe                | Portugal / Brésil   | Transfert (30 millions d'euros) | FC Porto               | Bwin Liga          |
| Royston Drenthe     | Pays-Bas / Suriname | Transfert (14 millions d'euros) | Feyenoord Rotterdam    | Eredivisie         |
| Gabriel Heinze      | Argentine           | Transfert (12 millions d'euros) | Manchester United      | Premier League     |
| Javier Saviola      | Argentine           | Fin de contrat                  | FC Barcelone           | Primera División   |
| Christoph Metzelder | Allemagne           | Fin de contrat                  | Borussia Dortmund      | Bundesliga         |
| Jerzy Dudek         | Pologne             | Fin de contrat                  | Liverpool FC           | Premier League     |
| Jordi Codina        | Espagne             | Premier contrat professionnel   | Real Madrid Castilla   | Segunda División B |
| Miguel Torres       | Espagne             | Premier contrat professionnel   | Real Madrid Castilla   | Segunda División B |
| Agus                | Espagne             | Premier contrat professionnel   | Real Madrid Castilla   | Segunda División B |
| Esteban Granero     | Espagne             | Premier contrat professionnel   | Real Madrid Castilla   | Segunda División B |
| Rubén de la Red     | Espagne             | Premier contrat professionnel   | Real Madrid Castilla   | Segunda División B |
| Adrián González     | Espagne             | Premier contrat professionnel   | Real Madrid Castilla   | Segunda División B |
| Roberto Soldado     | Espagne             | Fin du prêt                     | CA Osasuna             | Primera División   |
| Júlio Baptista      | Brésil              | Fin du prêt                     | Arsenal FC             | Premier League     |
| Javier Balboa       | Guinée équatoriale  | Fin du prêt                     | Racing de Santander    | Primera División   |

### Départs
| Joueur             | Nationalité | Poste     | Club               | Pays       | Division       |
| Esteban Granero    | Espagne     | Milieu    | Getafe CF          | Espagne    | Liga           |
| Rubén de la Red    | Espagne     | Milieu    | Getafe CF          | Espagne    | Liga           |
| David Beckham      | Angleterre  | Milieu    | Los Angeles Galaxy | États-Unis | Division 1     |
| Roberto Carlos     | Brésil      | Défenseur | Fenerbahçe         | Turquie    | Division 1     |
| Álvaro Pérez Mejía | Espagne     | Défenseur | Real Murcie        | Espagne    | Liga           |
| Francisco Pavón    | Espagne     | Défenseur | Real Saragosse     | Espagne    | Liga           |
| Raúl Bravo         | Espagne     | Défenseur | Olympiakos         | Grèce      | Division 1     |
| Óscar Miñambres    | Espagne     | Défenseur | Hercules Alicante  | Espagne    | Segunda        |
| José Antonio Reyes | Espagne     | Attaquant | Arsenal            | Angleterre | Premier League |
| Iván Helguera      | Espagne     | Défenseur | Valence CF         | Espagne    | Liga           |
| Cicinho            | Brésil      | Défenseur | AS Rome            | Italie     | Série A        |

## Liga

### Classement
Le Real Madrid termine le championnat à la première place avec 27 victoires, 4 matchs nuls et 7 défaites. Une victoire rapportant trois points et un match nul un point, Madrid totalise 85 points.
Extrait du classement de Primera División 2007-2008
| Rang | Équipe              | Pts | J  | G  | N  | P  | Bp | Bc | Diff |
| --- | ------------------- | --- | -- | -- | -- | -- | -- | -- | ---- |
| 1 | Real Madrid         | 85  | 38 | 27 | 4  | 7  | 84 | 36 | +48  |
| 2 | Villarreal CF       | 77  | 38 | 24 | 5  | 9  | 62 | 40 | +22  |
| 3 | FC Barcelone        | 67  | 38 | 19 | 10 | 9  | 76 | 43 | +33  |
| 4 | Atlético Madrid     | 64  | 38 | 19 | 7  | 12 | 66 | 47 | +19  |
| 5 | Séville FC          | 64  | 38 | 20 | 4  | 14 | 75 | 49 | +26  |
| 6 | Racing de Santander | 60  | 38 | 17 | 9  | 12 | 42 | 41 | +1   |
| 7 | RCD Majorque        | 59  | 38 | 15 | 14 | 9  | 69 | 54 | +15  |
| 8 | UD Almería          | 52  | 38 | 14 | 10 | 14 | 42 | 45 | -3   |
| - Phase de groupes de la Ligue des Champions 2008-2009 - Barrages de la Ligue des Champions 2008-2009 - Phase de groupes de la Coupe UEFA 2008-2009 |                     |     |    |    |    |    |    |    |      |

### Matchs
- 26-08-2007 1re journée Real Madrid 2-1 Atlético Madrid
- 02-09-2007 2e journée Villarreal 0-5 Real Madrid
- 16-09-2007 3e journée Real Madrid 3-1 Almeria
- 23-09-2007 4e journée Valladolid 1-1 Real Madrid
- 26-09-2007 5e journée Real Madrid 2-0 Betis Séville
- 30-09-2007 6e journée Getafe 0-1 Real Madrid
- 07-10-2007 7e journée	Real Madrid 2-0 Recreativo
- 21-10-2007 8e journée	Espanyol 2-1 Real Madrid
- 28-10-2007 9e journée	Real Madrid 3-1 Deportivo
- 31-10-2007 10e journée	Valence	1-5 Real Madrid
- 04-11-2007 11e journée	FC Séville 2-0 Real Madrid
- 11-11-2007 12e journée	Real Madrid 4-3 Majorque
- 25-11-2007 13e journée	Murcie	1-1 Real Madrid
- 02-12-2007 14e journée	Real Madrid 3-1 Santander
- 09-12-2007 15e journée	Athletic Bilbao	0-1 Real Madrid
- 16-12-2007 16e journée	Real Madrid 2-0 Osasuna
- 23-12-2007 17e journée	FC Barcelone 0-1 Real Madrid
- 06-01-2008 18e journée	Real Madrid 2-0 Saragosse
- 13-01-2008 19e journée	Levante	0-2 Real Madrid
- 20-01-2008 20e journée	Atlético Madrid	0-2 Real Madrid
- 27-01-2008 21e journée	Real Madrid 3-2	Villarreal
- 03-02-2008 22e journée	Almeria	2-0 Real Madrid
- 10-02-2008 23e journée	Real Madrid 7-0 Valladolid
- 17-02-2008 24e journée	Betis Séville 2-1 Real Madrid
- 24-02-2008 25e journée	Real Madrid 0-1	Getafe
- 01-03-2008 26e journée Récréativo Huelva 2-3 Real Madrid
- 08-03-2008 27e journée Real Madrid 2-1 Espanyol Barcelone
- 15-03-2008 28e journée Déportivo La Corogne 1-0 Real Madrid
- 23-03-2008 29e journée Real Madrid 2-3 FC Valence
- 30-03-2008 30e journée Real Madrid 3-1 FC Séville
- 05-04-2008 31e journée Majorque 1-1 Real Madrid
- 13-04-2008 32e journée Real Madrid 1-0 Murcie
- 20-04-2008 33e journée Racing Santander 0-2 Real Madrid
- 27-04-2008 34e journée Real Madrid 3-0 Athletic Bilbao
- 04-05-2008 35e journée Osasuna 1-2 Real Madrid (Le Real est assuré d'être champion après ce match !)
- 07-05-2008 36e journée Real Madrid 4-1 FC Barcelone
- 11-05-2008 37e journée Saragosse 2-2 Real Madrid
- 18-05-2008 38e journée Real Madrid 5-2 Levante

### Stats
- Classement : 1er
- 38 Matchs
- 28 Victoires
- 3 Nuls
- 7 Défaites
- 84 Buts Marqués
- 39 Buts Encaissés
- + 45

Classement des buteurs :
1 - Raúl = 18 buts
2 - Van Nistelrooy = 16 buts
3 - Robinho = 11 buts
4 - Sneijder = 10 buts
5 - Gonzalo Higuaín = 8 buts
6 - Arjen Robben = 5 buts
7 - Sergio Ramos = 4 buts
8 - Julio Baptista = 3 buts
9 - Guti = 3 buts
10 - Royston Drenthe = 2 buts
11 - Javier Saviola = 2 buts
12 - Gabriel Heinze = 1 but

## Ligue des Champions

### Classement
| Classement | Equipe       | Pays      | Points | Matchs Joués | Victoire | Nuls | Défaites | Différence |
| ---------- | ------------ | --------- | ------ | ------------ | -------- | ---- | -------- | ---------- |
| 1          | Real Madrid  | Espagne   | 11     | 6            | 3        | 2    | 1        | +4         |
| 2          | Olympiakos   | Grèce     | 11     | 6            | 3        | 2    | 1        | +4         |
| 3          | Werder Brême | Allemagne | 6      | 6            | 2        | 0    | 4        | -5         |
| 4          | Lazio Rome   | Italie    | 5      | 6            | 1        | 2    | 3        | -3         |

### Matchs
| Journées | Date        | Adversaire   | Pays      | Lieu | Score | Buteurs du Real             |
| 1        | 19 / 09 /07 | Werder Brême | Allemagne | Dom. | 2 - 1 | Raul - Van Nistelrooy       |
| 2        | 03 / 10 /07 | Lazio Rome   | Italie    | Ext. | 2-2   | Van Nistelrooy (2)          |
| 3        | 24 / 10 /07 | Olympiakos   | Grèce     | Dom. | 4 - 2 | Raul - Robinho (2) - Balboa |
| 4        | 28 / 11 /07 | Olympiakos   | Grèce     | Ext. | 0-0   | -                           |
| 5        | 28 / 11 /07 | Werder Brême | Allemagne | Ext. | 3 - 2 | Robinho - Van Nistelrooy    |
| 6        | 11 / 12 /07 | Lazio Rome   | Italie    | Dom. | 3-1   | Baptista - Raul - Robinho   |

### Phase finale
- 1/8 de Finale AS Rome ( Italie) :

| Journées | Date         | Stade                   | Ville  | Score | Buteurs du Real |
| Aller    | 19 / 02 / 08 | Stadio Olimpico         | Rome   | 2-1   | Raul            |
| Retour   | 05 / 03 / 08 | Stade Santiago Bernabéu | Madrid | 1-2   | Raul            |

### Stats
- Bilan : 8 matchs - 3 Victoires - 2 Nuls - 3 Défaites - 15 buts marqués - 13 buts encaissés
- Buteurs :
  - Raul 5 buts
  - Ruud van Nistelrooy, Robinho 4 buts
  - Javier Balboa & Julio Baptista 1 but

## La Coupe du Roi

### Matchs
- 19-12-2007 1/16 aller Alicante 1-1 Real Madrid
- 02-01-2008 1/16 retour	Real Madrid 2-1	Alicante

- 10-01-2008 1/8 aller Majorque	2-1 Real Madrid
- 16-01-2008 1/8 retour Real Madrid 0-1 Majorque

## Supercoupe d'Espagne
- 11-08-2007 Finale aller FC Séville 1-0 Real Madrid
- 19-08-2007 Finale retour Real Madrid 3-5 FC Séville